# Örnbergstjärnen, Jämtland
Örnbergstjärnen är en sjö i Bergs kommun i Jämtland och ingår i Indalsälvens huvudavrinningsområde. Sjön har en area på 0,107 kvadratkilometer och ligger 416 meter över havet. Sjön avvattnas av vattendraget Mellansjöbäcken.

## Delavrinningsområde
Örnbergstjärnen ingår i det delavrinningsområde (694724-145294) som SMHI kallar för Utloppet av Örnbergssjön. Medelhöjden är 449 meter över havet och ytan är 8,56 kvadratkilometer. Det finns inga avrinningsområden uppströms utan avrinningsområdet är högsta punkten. Mellansjöbäcken som avvattnar avrinningsområdet har biflödesordning 3, vilket innebär att vattnet flödar genom totalt 3 vattendrag innan det når havet efter 315 kilometer. Avrinningsområdet består mestadels av skog (69 procent) och sankmarker (12 procent). Avrinningsområdet har 1,27 kvadratkilometer vattenytor vilket ger det en sjöprocent på 14,8 procent.